# Bildsteine von Stora Hammars

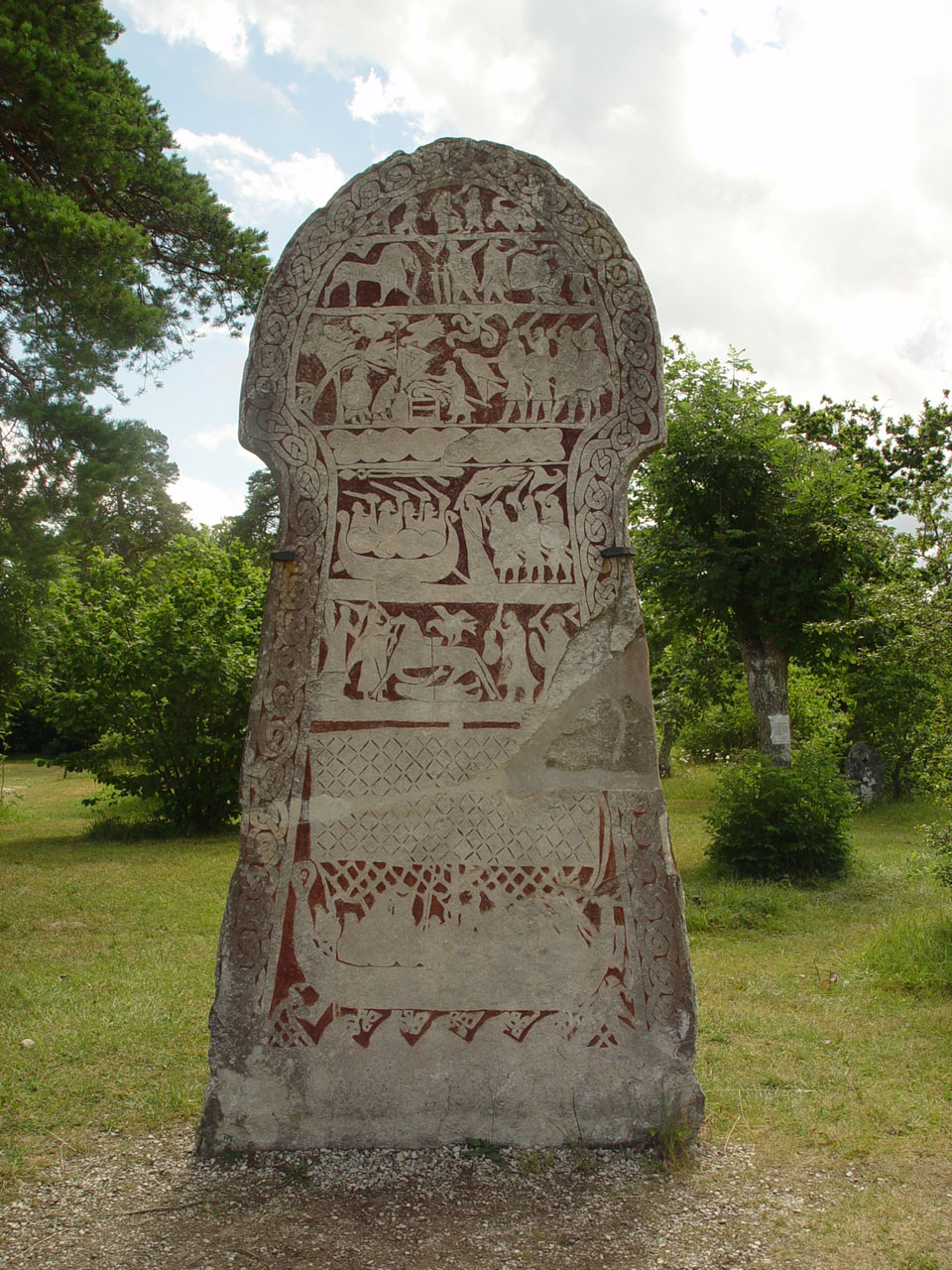
Bildstein Stora Hammars I

Die Bildsteine von Stora Hammars sind vier Bildsteine aus dem 8. Jahrhundert auf Gotland in Schweden. Sie standen im Dorf Stora Hammars und befinden sich jetzt im Museum von Bunge.

## Beschreibung
Die Steine sind bis zu drei Meter hoch und haben einen trapezförmigen Rumpf mit einem rundlichen Kopf (phallische Form).
Sie sind in mehreren Reihen reich verziert mit zahlreichen Abbildungen im Runensteinstil. Diese zeigen Themen aus der germanischen Götter- und Heldendichtung, Kampfszenen und andere Darstellungen, Segelschiffe, Männer auf Pferden. Einige Darstellungen sind nicht zweifelsfrei zu deuten.

## Literatur

Stora Hammars
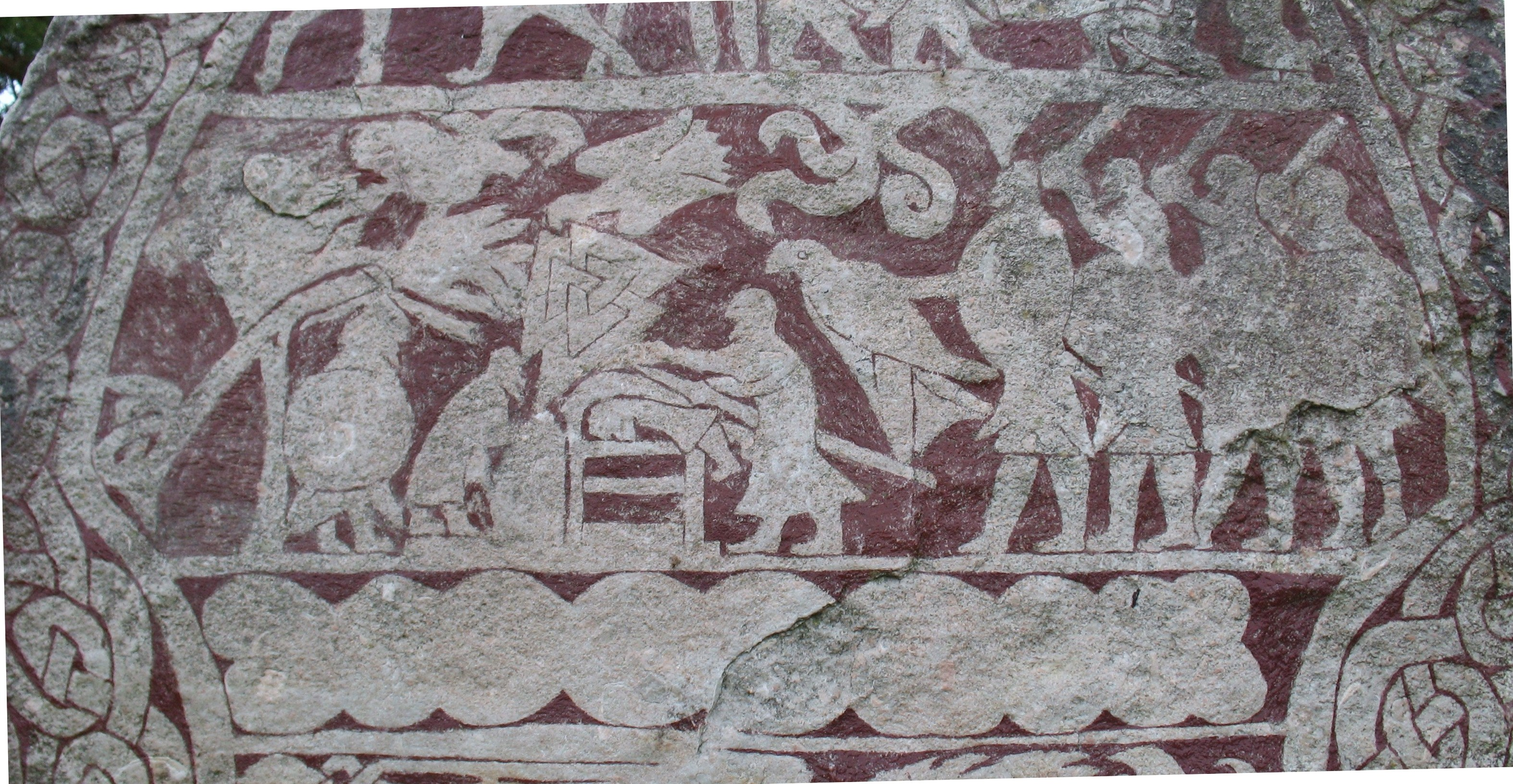
Opferdarstellung, Stora Hammars I
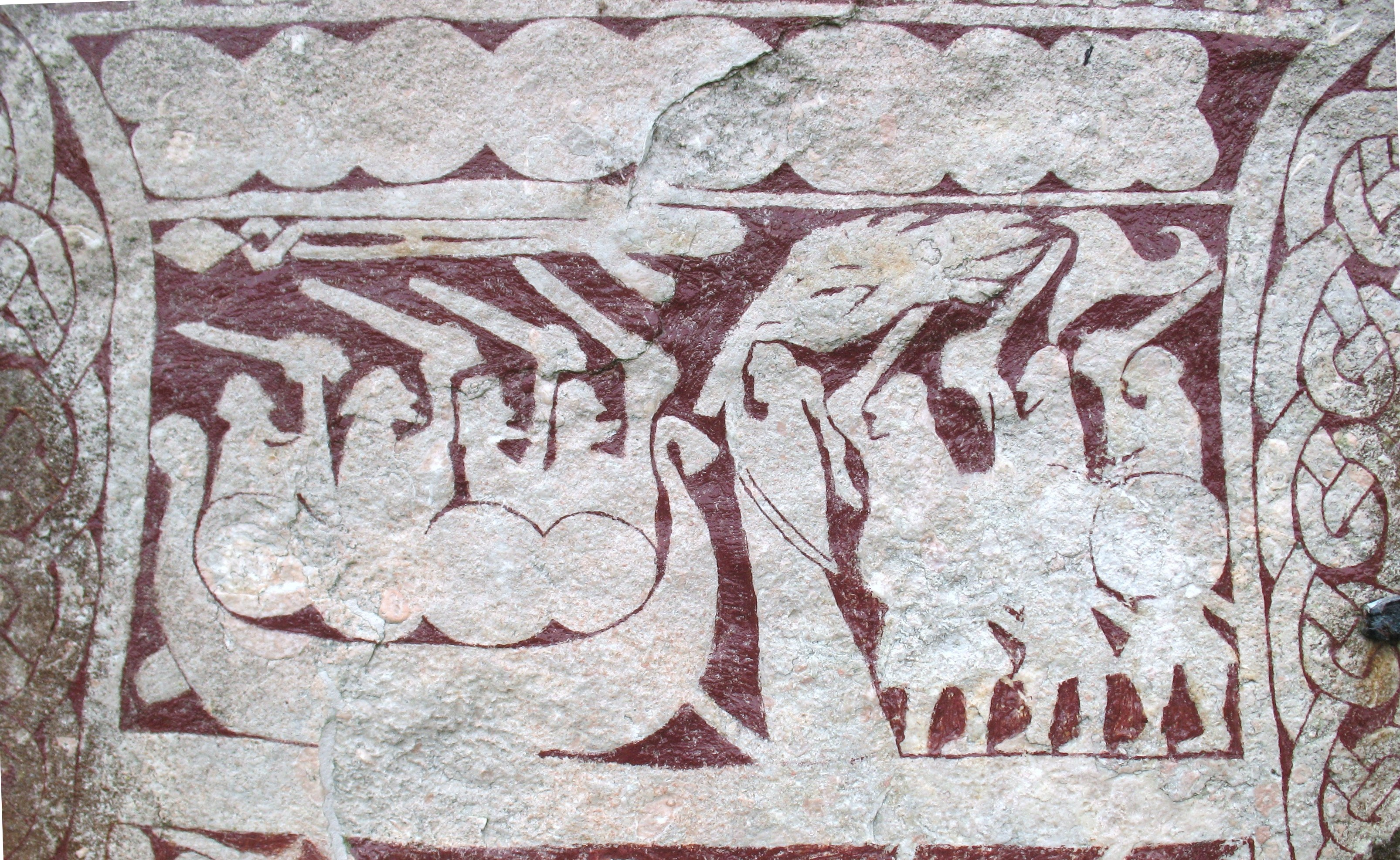
Hild und Hjadnungavig, Stora Hammars I
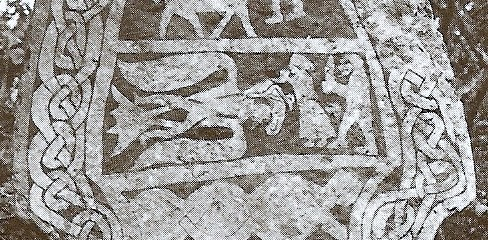
Odin, Suttungr und Gunnlöd, Stora Hammars III
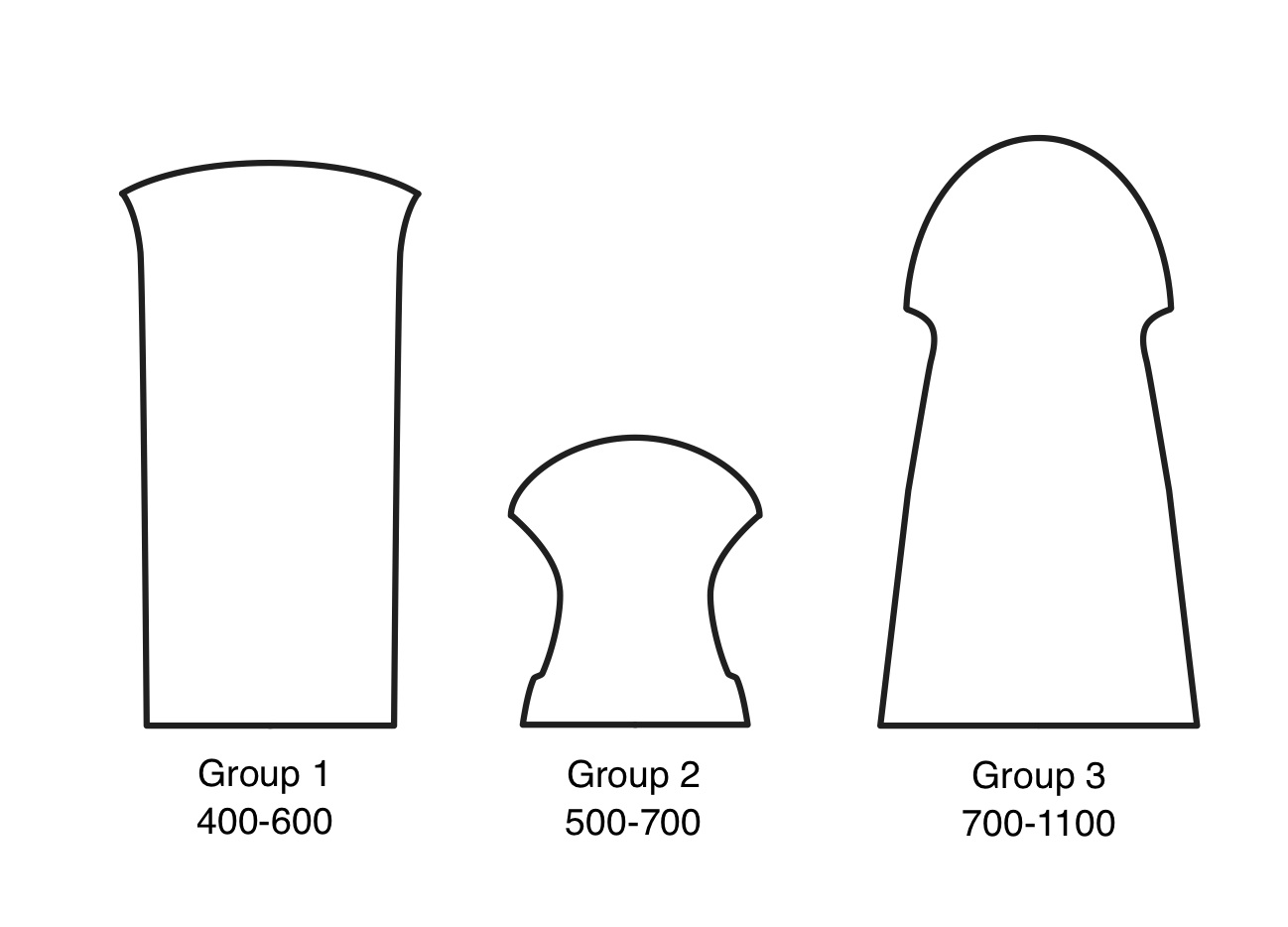
Die Bildsteine entsprechen der Form 3 - rechts